# Ангел Лясков
Ангел Лясков (роден на 16 март 1998) е български футболист, защитник, състезател на българския Локомотив (Пловдив).

## Кариера
Юноша на Литекс Ловеч, играе като ляв бек, но заради универсалните си качества е използван и като ляв полузащитник, халф и дори централен защитник. През сезон 2015/16 играе за втория отбор на Литекс Ловеч, а през лятото на 2016 преминава в ЦСКА. Сезон 2016/17 играе във втория отбор на армейците. През сезон 2017/18 играе под наем в Литекс Ловеч, а от сезон 2018/19 се включва в подготовката на първия състав на ЦСКА. Дебютира за армейците на 26 юли 2018 при победата с 3:0 над Адмира Вакер Австрия. През юни 2019 е даден под наем на Ботев Враца. На 10 август 2020 е продаден на словенския Олимпия Любляна.
Играе 21 мача за националния тим на България до 19 години и 10 мача за този до 21 години. Прави дебют за националния отбор на България на 6 септември при победата над Словения с 1:2. Изиграва общо 2 мача за националния отбор на България.